# Frederick H. Rindge
Frederick Hastings Rindge, född 1921, död 1996, var en amerikansk entomolog som var specialiserad på fjärilar.
Auktorsnamnet Rindge kan användas för Frederick H. Rindge i samband med ett vetenskapligt namn inom zoologin; se Wikipedia-artiklar som länkar till auktorsnamnet.